# Oriolus monacha
Papa-figos-monge ou papa-figos-etíope (Oriolus monacha) é uma espécie de ave da família Oriolidae.
Pode ser encontrada nos seguintes países: Eritrea e Etiópia.
Os seus habitats naturais são: florestas secas tropicais ou subtropicais .